# 集賢路 (新北市)
集賢路（英語：Jixian Rd.）是新北市三重區、蘆洲區的一條道路，也是三重重陽重劃區的主要道路，全長2.46公里，大部分屬於市道103號甲，交通及生活機能皆方便。

## 路線
集賢路全線行經新北市三重區、蘆洲區，起點為重陽大橋三重端橋下，東向西呈現ㄇ字型劃過三重及蘆洲地區，終點為蘆洲區與中山一路交叉路口，全長共2.46公里，台北捷運環狀線北環段將於集賢路設置3座地下車站，其中徐匯中學站可轉乘中和新蘆線。
此路大部分為市道103號甲，可經由重陽大橋通往臺北市士林區及社子島，也可利用三重環河道路過橋進入臺北市西區:343、349-350，上下班時間容易塞車，未來台北捷運環狀線北環段通車後，可以改善上下班塞車問題。

### 交會道路
- 通華街[註 1]
- 仁義街
- 三信路
- 吉祥街
- 如意街
- 五華街
- 集智街
- 集英路
- 永安北路二段
- 重陽二街
- 重陽一街
- 信義路
- 市道103號中山一路

## 周邊狀況
此路為三重重陽重劃區的縱軸，21世紀初期為該區商業大樓最密集處，也擁有不少大型集合住宅區、圖書館、戶政事務所、許多餐廳及銀行、量販店等，生活機能方便。:349-350
臺北捷運環狀線北環段規劃建築於此路下方設置3座地下車站，其中徐匯中學站更可轉乘蘆洲線。:349-350

### 路上地點
- 新北市三重區五華國民小學（89號）[6]
- 溪美大排
- 集賢環保公園（160號）[7]
- 財政部北區國稅局三重稽徵所（175號3樓-9樓，民國107年、2018年遷來此地）[8][9]
- 玉山商業銀行集賢分行（219號）[10]
- 新北市蘆洲區重陽社教大樓（245號）（包含新北市政府捷運工程局[11]、新北市蘆洲戶政事務所[12]、新北市政府警察局蘆洲分局集賢派出所（民國92年，2003年成立）[3]、新北市立圖書館蘆洲集賢分館[13]、新北市輔具資源中心[14]、育成社會福利基金會集賢庇護工場[15]、蘆洲集賢公共托老及托育中心（民國105年，2016年啟用）[16]等機構進駐使用）
- 尼加拉瓜公園（269巷旁）：原名集賢公園，因為過去尼加拉瓜駐華大使館位於此公園對面而於民國86年（1997年）改名。[17]
- 京城銀行蘆洲分行（232號1樓）[18]
- 匯豐銀行蘆洲分行（328號）[19]
- 陽信銀行蘆洲分行（393號）[20]
- 寶雅生活館蘆洲集賢店（399號）：民國108年（2019年）6月開幕[4][21]
- 特力屋蘆洲集賢店（401號，社區店）：民國108年（2019年）年底開幕[5][22]
- 車麗屋新北蘆洲店（407號）[23]

### 捷運站
- 徐匯中學站：設有捷運共構複合式百貨商場[5]

### 公車站牌
該路公車站牌由東向西方向設置如下：
- 五華國小
- 吉祥街口
- 自然公園
- 五華街口
- 集賢路
- 尼加拉瓜公園
- 捷運徐匯中學站（集賢路）

## 註解
1. 1 2 3  按照民國110年（2021年）3月27日Google地圖查詢結果編纂。[1]
2. ↑  此距離為民國110年（2021年）3月27日以Google地图測量所得。[1]